# Inhambupe
Inhambupe là một đô thị thuộc bang Bahia, Brasil. Đô thị này có diện tích 1163,561 km², dân số năm 2007 là 32955 người, mật độ 28,32 người/km².